# Маргіналізація
Маргіналізація — в соціології процес виключення зі сфер життєдіяльності суспільства на підставі расових, релігійних, етнічних, гендерних, культурних чи інших ознак окремих осіб або окремих прошарків населення, що обумовлює специфічний соціопсихологічний стан маргіналів. Маргіналізація здебільшого подається як виключно негативне явище, як процес соціального падіння. Маргіналізація призводить до істотної зміни або втрати колишнього соціального статусу, соціальних зв'язків, системи ціннісних орієнтацій.

## Види маргіналізації

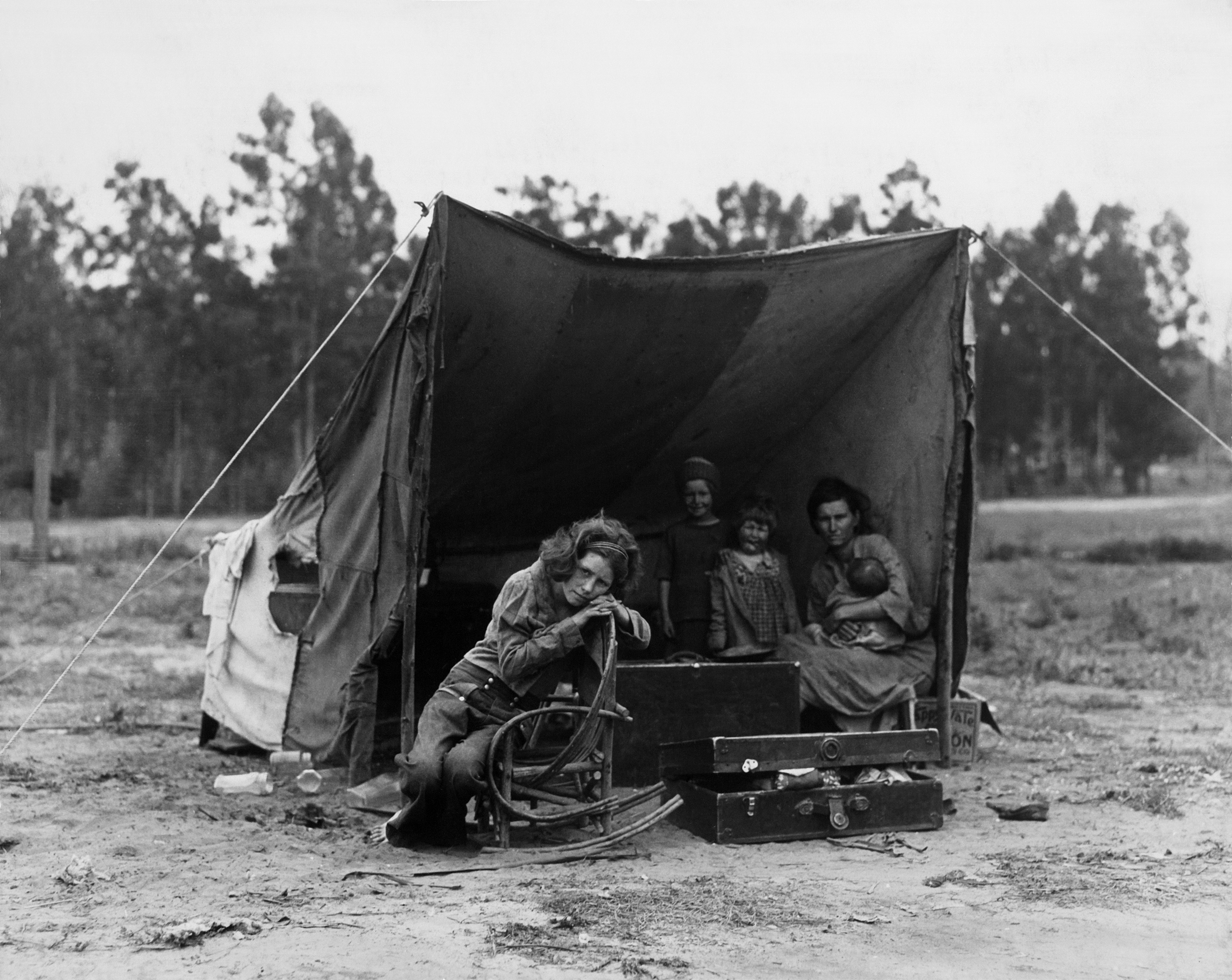
Родина робочих мігрантів, Каліфорнія

Маргіналізація існує в багатьох формах і проти багатьох груп людей. Але є три основні види маргіналізації — соціальна маргіналізація, економічна маргіналізація та політична маргіналізація.
Люди, які є соціально маргіналізовані не мають таких же соціальних можливостей, як інші. Вони не можуть відвідувати одні й ті самі клуби, мати доступ до тих самих магазинів чи послуг і часто навіть живуть у відокремлених, соціально ізольованих громадах. Це зазвичай маргіналізація груп етнічних меншин, і це часто довічна маргіналізація, яка впливає на покоління однієї сім’ї. Прикладом може бути маргіналізація етнічних меншин у США та Європі.

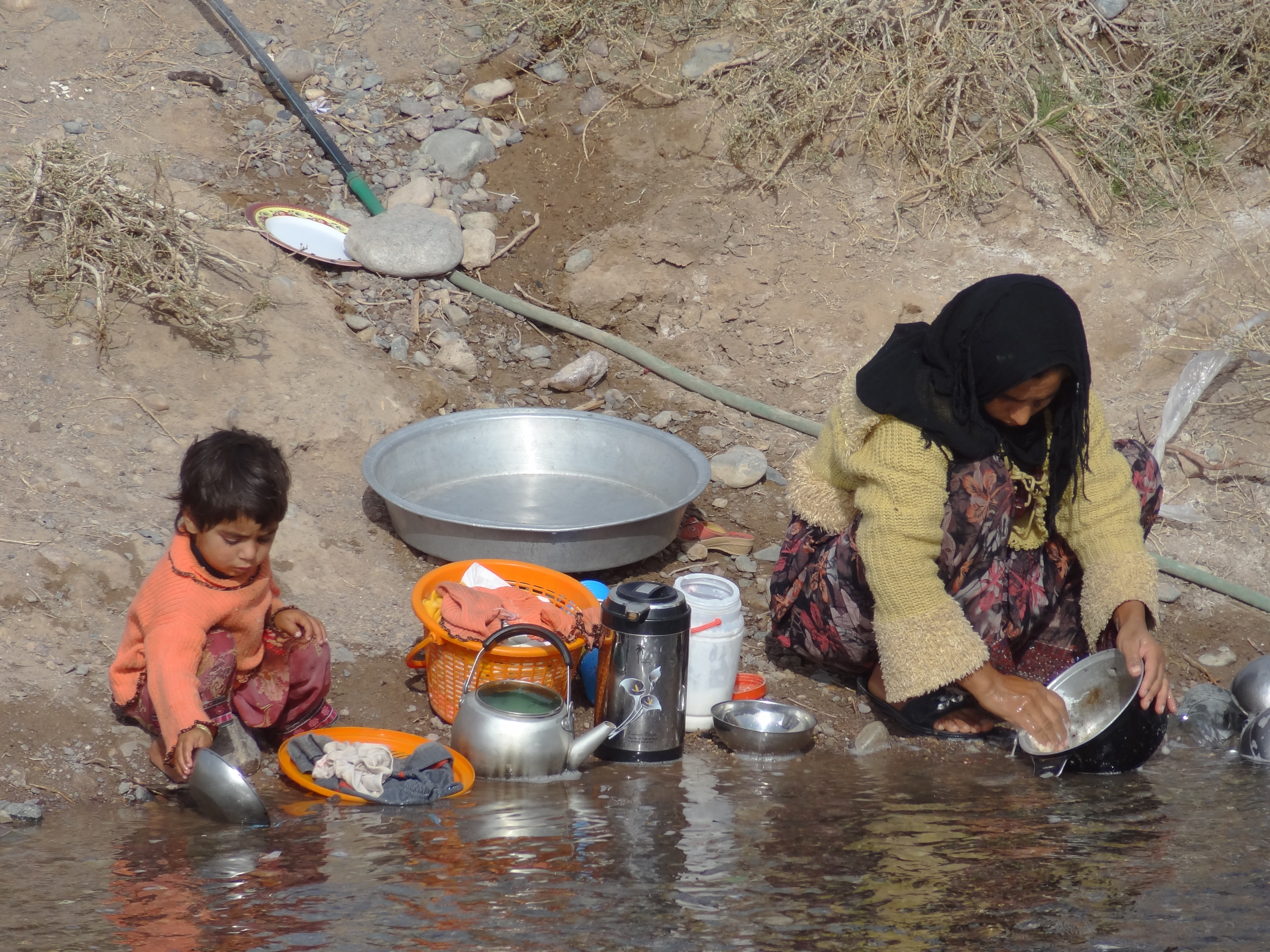
Бідність в Ірані

Економічна маргіналізація означає, що люди не мають таких самих економічних можливостей як інші, робити внески в економіку та отримувати від неї користь. Вони не мають можливості отримати хорошу роботу або не можуть відвідувати професійну школу, щоб отримати навички для вступу в певний сектор. Їм може бути важко заробити достатньо грошей, щоб жити гідним життям, або отримати доступ до критичної медичної допомоги, якщо вони захворіють.
Прикладом може бути кастова система чи недостатньо розвинена інфраструктура для інвалідів або ейджизм при прийомі на роботу та відсутність пенсійних виплат для літніх людей у деяких країнах світу.

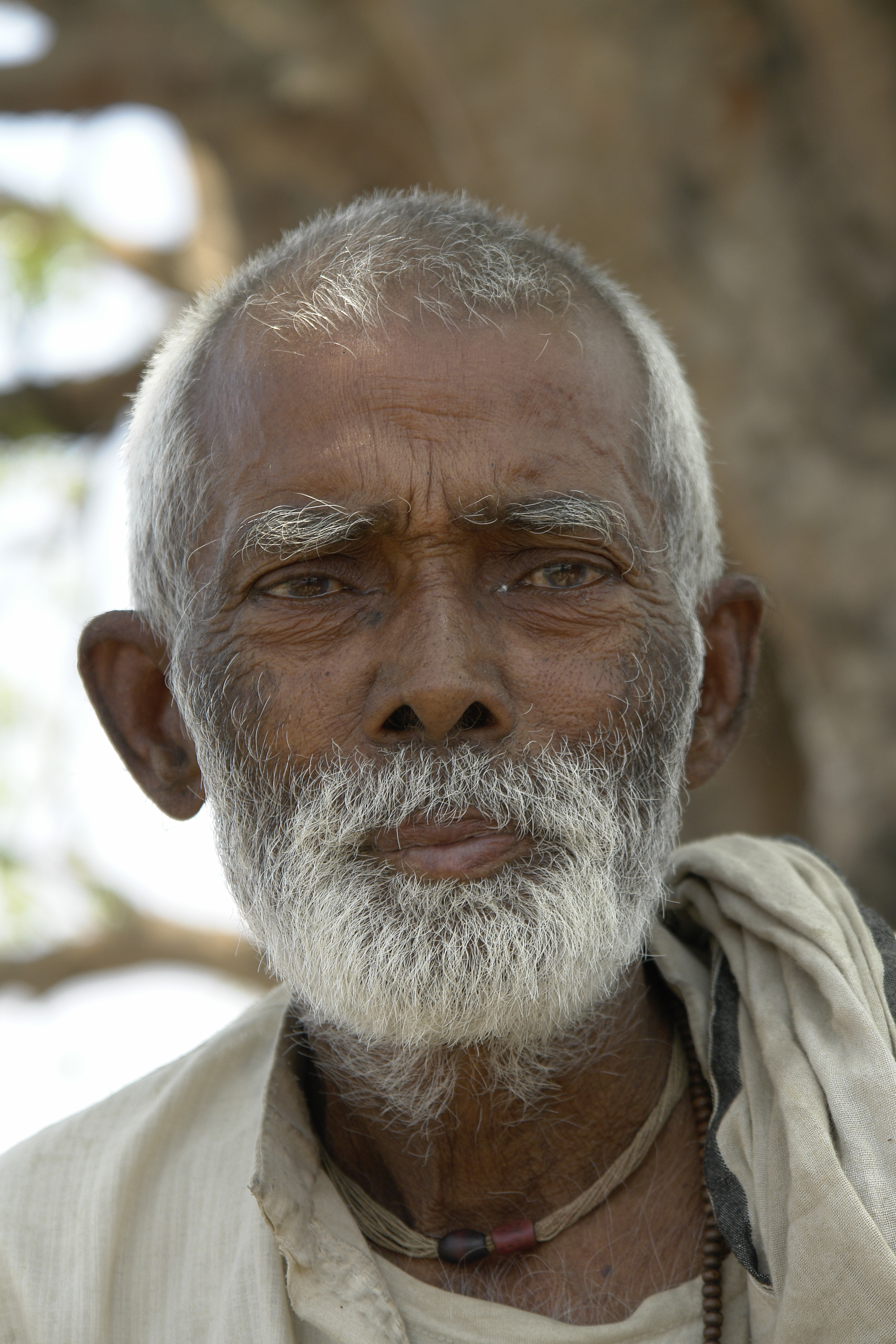
Літній чоловік в Індії

Політична маргіналізація означає, що деякі групи людей не можуть демократично брати участь у процесі прийняття рішень.